# Bulon

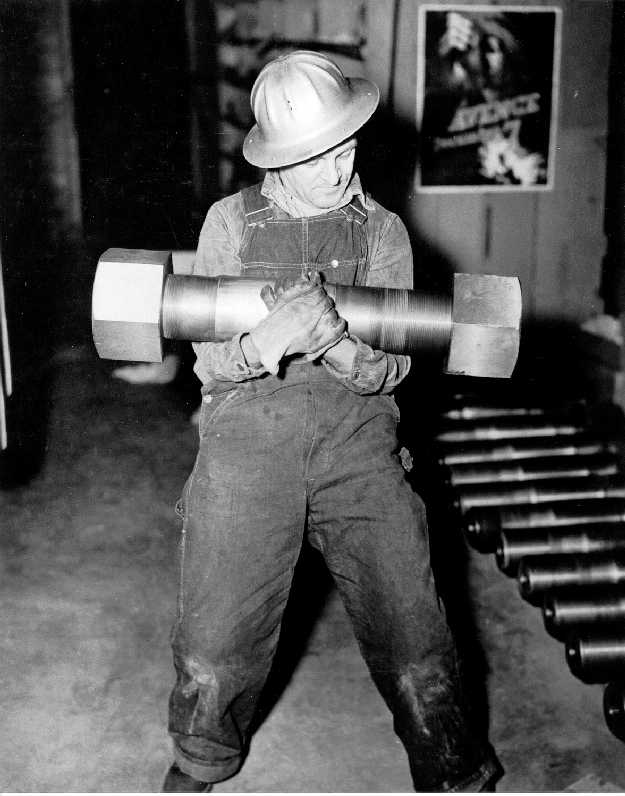
Bulon folosit pentru a uni două secțiuni ale unui generator din Barajul Grand Coulee.

Bulonul este un șurub de mari dimensiuni folosit în lucrări de inginerie, mașini grele, căi ferate, etc.
În mod normal, buloanele se folosesc cu o șaibă corespunzătoare, care, în general, stă sub presiune și se manipulează cu o cheie corespunzătoare.